# L'Or de Naples
Pour plus de détails, voir Fiche technique et Distribution.
L'Or de Naples (titre original : L'oro di Napoli) est un film à sketches italien réalisé par Vittorio De Sica, sorti en 1954 en Italie.
Il est présenté au Festival de Cannes 1955, sort en France la même année et en 1957 aux États-Unis.

## Synopsis
Instants de la vie dans la grouillante ville de Naples où Vittorio De Sica passa ses premières années, L'Or de Naples est composé de six épisodes inspirés des truculentes nouvelles de Giuseppe Marotta (it) :
1. Un clown squatté et exploité par un truand (Le Caïd) ;
2. Une vendeuse de pizza plutôt légère (Sofia) qui perd la bague que son mari lui a offerte (Pizzas à crédit) ;
3. Les funérailles d'un enfant (Les Funérailles ou Un enfant est mort) ;
4. Le comte Prospero B. invétéré joueur appauvri (Les Joueurs) ;
5. L'improbable mariage de Teresa, une prostituée (Thérèse) ;
6. Les exploits du « professeur » Ersilio Micci, vendeur de sagesse (Le Professeur).

### Le Caïd(Il guappo)
Cet épisode est tiré de la nouvelle Trent anni, diconsi trenta pour l'intrigue, ainsi que d'Il guappo et Porta Capuana pour les activités des deux protagonistes.
Don Saverio Petrillo exerce la profession de pazzariello (en français : « fantaisiste ») et depuis dix ans sa vie est un enfer. En effet, le gouape, le caïd du Rione Sanità, à la suite de la mort de sa femme, a pris possession de sa maison en dictant sa loi à toute sa famille. Le moment de la vengeance arrive lorsque le caïd, après un prétendu infarctus, se voit conseiller par un médecin de s'abstenir d'efforts et d'émotions fortes, pour préserver son cœur fragile. Saverio en profite pour le jeter hors de la maison, en s'en vantant dans tout le quartier, certain que le caïd ne peut plus lui faire de mal. Mais le diagnostic du médecin s'avère être erroné et, dès qu'il s'en rend compte, il retourne chez les Petrillo pour demander réparation. Mais il y trouve une famille soudée, prête à tout pour ne pas recommencer la vie d'humiliation d'avant. Il décide alors de partir volontairement.

### Pizzas à crédit(Pizze a credito)
Cet épisode est tiré de la nouvelle Gente nel vicolo et, pour l'épisode de la maison du veuf, de La morte a Napoli.
Sofia et son mari Rosario vendent des pizzas à emporter dans le quartier Materdei. Sofia est belle et élancée, et les clients fréquentent sa boutique pour cette raison également. Rosario, bien sûr, est jaloux et possessif. Un jour, la coûteuse bague de fiançailles que Sofia portait depuis toujours disparaît. Elle est peut-être tombée dans la pâte à pizza mangée par le gardien de nuit du quartier, ou dans celle d'un frère ou d'un homme fraîchement veuf, mais la vérité est plus amère : Sofia l'avait laissée à son jeune amant qui, non sans embarras, la rapporte à la femme en prétendant l'avoir trouvée dans une pizza. Rosario sait donc que sa femme le trompe, tandis que Sofia se promène sans vergogne, la tête haute, parmi les habitants du quartier.

### Les Funérailles(Il funeralino)
Cet épisode est tiré de la nouvelle La morte a Napoli.
Après la mort d'un enfant, le cortège funèbre organisé par sa mère l'accompagne pour la dernière fois.

### Les Joueurs(I giocatori)
Cet épisode est tiré de la nouvelle I giocatori.
Le comte Prospero est un noble napolitain étouffé par sa riche et laide épouse, qui l'a fait interdire à cause de sa dépendance aux jeux d'argent. L'homme cherche à se venger dans de longues parties de cartes avec Gennarino, le fils du concierge, un garçon de huit ans qui le bat sans cesse à la scopa et contre lequel il joue tout, même sa propriété et ses vêtements.

### Thérèse(Teresa)
Cet épisode est tiré de la nouvelle Personaggi in busta chiusa.
Thérèse est une prostituée des Castelli Romani qu'un prétendant anonyme, jeune, beau et riche, veut épouser. Ce n'est qu'après la cérémonie que Thérèse découvre que tout a été arrangé parce que l'homme se sent coupable du suicide de Lucia, une jeune prétendante qu'il avait repoussé. En épousant Teresa et en s'exposant au jugement malveillant de tous, le jeune homme veut expier son péché. Dans un premier temps, Thérèse réagit avec fierté : elle se sent humiliée, offensée et quitte la maison. Puis, se retrouvant seule, la nuit, sans argent et avec la perspective de reprendre son ancienne vie, elle éclate en sanglots, désespérée. Elle décide alors de ravaler sa fierté et de revenir sur ses pas.

### Le Professeur(Il professore)
Cet épisode est tiré de la nouvelle Il professore et, en ce qui concerne les « pernacchi », de Lo sberleffo.
Don Ersilio Miccio vend de la sagesse. Pour quelques centimes, il donne des conseils décisifs aux petits amis jaloux, aux militaires amoureux et aux paroissiens à la recherche d'un slogan. Mais le problème du quartier est de savoir comment punir un noble arrogant du coin qui veut faire dégager la rue de tous ses commerces ambulants pour qu'il puisse sortir sa voiture. Don Ersilio Miccio a la solution : à chaque fois que le noble passera en voiture, les riverains devront pratiquer tous ensemble un pernacchio (son produit avec la langue et les lèvres et imitant le bruit d'un pet.)

## Fiche technique
- Titre original : L'oro di Napoli
- Titre français : L'Or de Naples
- Réalisateur : Vittorio De Sica
- Scénario : Giuseppe Marotta (it) et Cesare Zavattini (adaptation à l’écran)
- Photographie : Carlo Montuori
- Montage : Eraldo Da Roma
- Musique originale : Alessandro Cicognini
- Décors : Gastone Medin, Fernando Ruffo
- Costumes : Pia Marchesi
- Production : Dino De Laurentiis, Marcello Girosi (producteur exécutif) et Carlo Ponti
- Sociétés de production : Dino De Laurentiis Cinematografica[1]
- Distribution en France : Les Films Paramount
- Pays de production :  Italie
- Langue originale : italien
- Genre : Comédie
- Format : Noir et blanc, Format 35 mm, 1,37:1
- Durée : 138 minutes
- Dates de sortie :
  - Italie : 3 décembre 1954
  - France : 13 août 1955

## Distribution
Le Caïd
- Totò (VF : Louis de Funès) : Don Saverio Petrillo le Pazzariello
- Nino Vingelli : le caïd
- Lianella Carell : Carolina, l'épouse de Saverio
- Pasquale Cennamo : Don Carmine Javarone
- Agostino Salvietti : Gennaro Esposito, le charcutier

Pizzas à crédit
- Sophia Loren : Sofia la pizzaiola
- Paolo Stoppa : Don Peppino le veuf
- Giacomo Furia : Rosario, le mari de Sofia
- Alberto Farnese : Alfredo, l’amant de Sofia
- Tecla Scarano : l'amie de Peppino
- Gigi Reder : l'ami du veuf
- Pasquale Tartaro : l'agent de sécurité

Les Funérailles
- Teresa De Vita : la mère

Les Joueurs
- Vittorio De Sica : le comte Prospero B.
- Pierino Bilancione : le petit Gennarino
- Mario Passante : Giovanni, le majordome
- Lars Borgström : Federico, le concierge

Thérèse
- Silvana Mangano : Teresa
- Erno Crisa : Don Nicola
- Ubaldo Maestri : Don Ubaldo

Le Professeur
- Eduardo De Filippo : Don Ersilio Miccio
- Tina Pica : la vieille femme
- Nino Imparato : Gennaro

## Autour du film
- Ce film est présenté au Festival de Cannes 1955 et, beaucoup plus tard, après vingt-deux ans, au Festival international du film de Toronto en 1977. À Cannes, il y est plutôt mal accueilli et divise l'ensemble de la critique. Selon Jean Antoine Gili, « la plupart des journalistes n'y virent qu'une agréable fantaisie sans percevoir le drame sous-jacent d'une cité meurtrie. »[2] En réalité, et même si L'oro di Napoli semble faire apparemment quelques concessions au spectacle commercial — le film est produit par le tandem Dino De Laurentiis et Carlo Ponti —, il est le fruit de recherches qu'effectue Vittorio De Sica afin de retrouver « dans le registre de la comédie, sa veine la plus féconde, celle de l'observation attentive de la réalité. Signe d'un fort engagement émotionnel, il porte pour la première fois sur l'écran la ville de son enfance. »[3]
- Le réalisateur nous instruit sur le sens de l'œuvre, en déclarant par ailleurs : « Mon film est une comédie, et pourtant l'idée de mort y apparaît constamment en filigrane. Le Napolitain ne cesse de penser à la mort. C'est ce qui lui donne sans doute cette philosophie souriante, cette sagesse qu'il faut savoir découvrir. Il n'y a pas d'autre or à Naples que la sagesse napolitaine. »[4] Vittorio De Sica affirmait aussi : « J'exercerai toujours toute mon activité de metteur en scène à Naples, car c'est une ville qui me donne vraiment des impulsions humaines poétiques, artistiques. Naples est la ville la plus photogénique, la plus humaine de toutes les villes d'Italie et du monde. » Giuseppe Marotta, inspirateur littéraire de L'oro di Napoli, poussera ensuite Cesare Zavattini, le scénariste, et De Sica à écrire un autre film sur Naples, Le Jugement dernier (1961).
- L'Or de Naples sort à Paris en 1955, amputé de deux sketches : Les Funérailles et Le Professeur.
- Pour Freddy Buache, « L'Or de Naples est un film qui témoigne d'une trop haute possession de ses moyens d'expression pour ne pas mériter, en tout état de cause, l'admiration qui lui a été injustement refusée à Cannes. D'autant que cette admiration lui a été refusée justement pour ce qu'il a de meilleur, c'est-à-dire l'intelligence du récit et la cruauté latente, sinon révélée, dans chacune de ses histoires napolitaines. »[5]
- Un an auparavant, Giuseppe Marotta participait au scénario d'un film musical sur l'histoire de la ville de Naples, Le Carrousel fantastique (1954) d'Ettore Giannini et dans lequel jouait Paolo Stoppa.